# Klein-Belém
Klein-Belém is een deel van Paramaribo in Suriname waar zich een groot aantal Braziliaanse immigranten heeft gevestigd. Het ligt in de wijk Tourtonne 2, met name rondom de Anamoestraat en zijstraten ervan. Belém verwijst naar de hoofdstad van het Braziliaanse deelstaat Pará.
De Braziliaanse immigranten trokken sinds de jaren 1990 vooral naar dit deel van Paramaribo omdat hier veel verhuurbare huizen stonden. In de loop van de jaren is het aantal Brazilianen aanzienlijk gegroeid, zowel in Paramaribo als in de goudgebieden. Eerst kwamen vooral mannen die aangetrokken werden door de goudindustrie. In die tijd werden veel goudmijnen in Brazilië gesloten vanwege de vervuiling van het milieu en door de criminaliteit eromheen. Over Suriname leefde het idee dat het een El Dorado zou zijn. Ook was een werkvergunning in Suriname gemakkelijk te regelen. Ze zijn vooral naar Suriname gekomen om er een beter leven op te bouwen. Later volgden ook vrouwen en gezinnen. De Brazilianen staan in Paramaribo bekend als harde werkers.
In het stadsdeel zijn veel van de winkels, horeca en andere bedrijven gericht op de Braziliaanse bevolkingsgroep. Ook is het in trek bij dagtoeristen. Er zijn speciale supermarkten, restaurantjes met lopend buffet waarbij per gewicht betaald wordt, goudzoekershotels, uurtjeshotels en een casino.